# 王永泉旧宅
王永泉旧宅建于1920年代，是福建督军王永泉的旧宅，坐落于南开区三纬路72号，目前为一般保护等级历史风貌建筑。

## 建筑
王永泉旧宅建于20世纪20年代，为二层砖木结构独立式住宅，带地下室，建筑平面布局对称，外立面为混水墙面，外檐窗间墙装饰有方壁柱，建筑主入口门廊之上设有二层阳台，阳台和屋顶女儿墙装饰有宝瓶护栏，墙身上装饰有纹饰。建筑内部主入口门和木楼梯样式精美。该建筑院内设有祠堂建筑，祠堂内设有戏楼。